# Régiment de Bulkeley
Pour les articles homonymes, voir Bulkeley.
Est le même que Régiment d'O'Brien
Le régiment de Bulkeley est un régiment d’infanterie irlandais du royaume de France créé en 1690.

## Création et différentes dénominations
- 18 juin 1690 : création du régiment de Montcassel
- 28 juillet 1694 : renommé régiment de Lée
- 16 septembre 1733 : renommé régiment de Bulkeley
- 21 décembre 1762 : renforcé par incorporation du régiment Royal-Écossais
- 26 avril 1775 : réformé par incorporation au régiment de Dillon

## Équipement

### Drapeau d’ordonnance et colonel

Drapeaux d’ordonnance et colonel
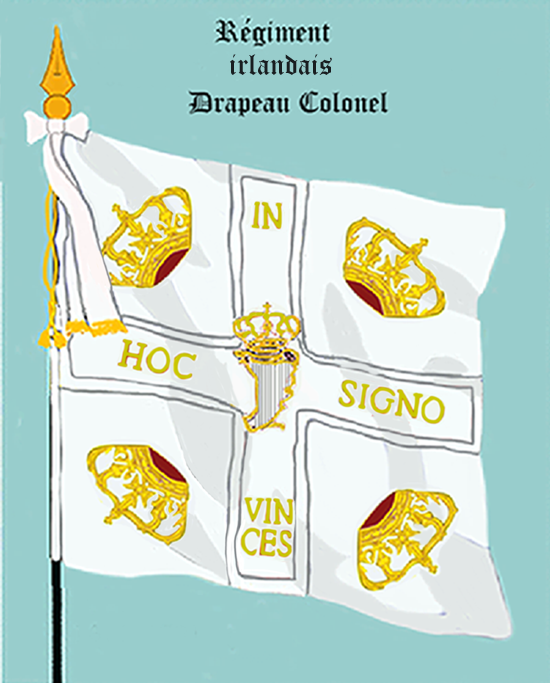
drapeau colonel
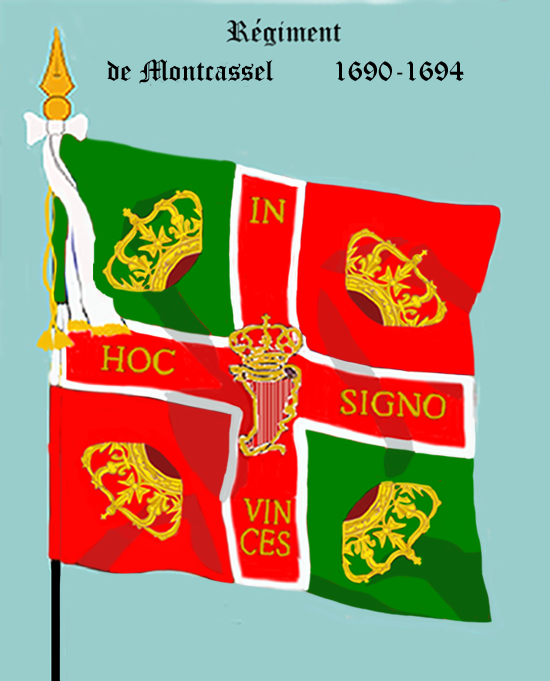
régiment de Montcassel de 1690 à 1694
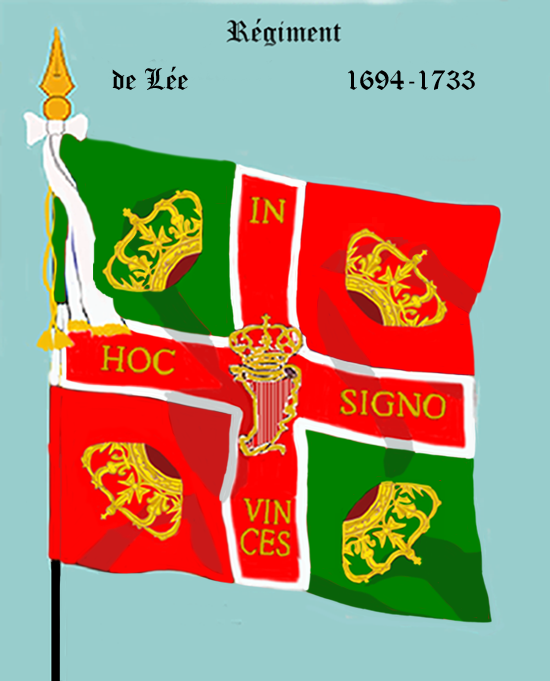
régiment de Lée de 1694 à 1733
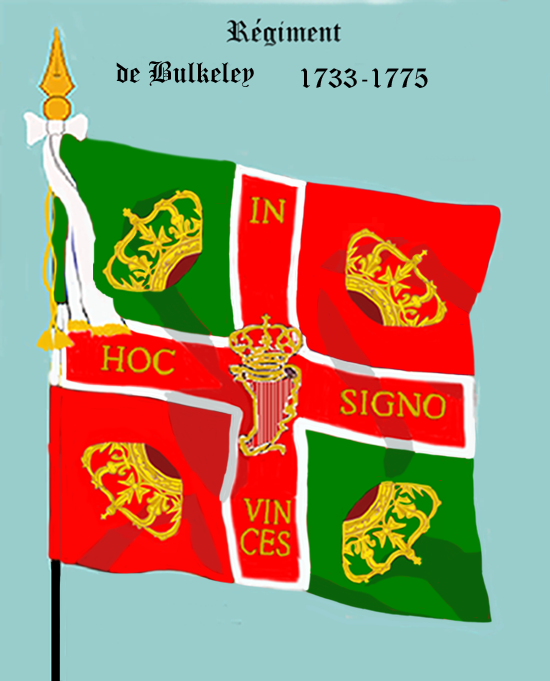
régiment de Bulkeley de 1733 à 1775

### Habillement

Uniformes
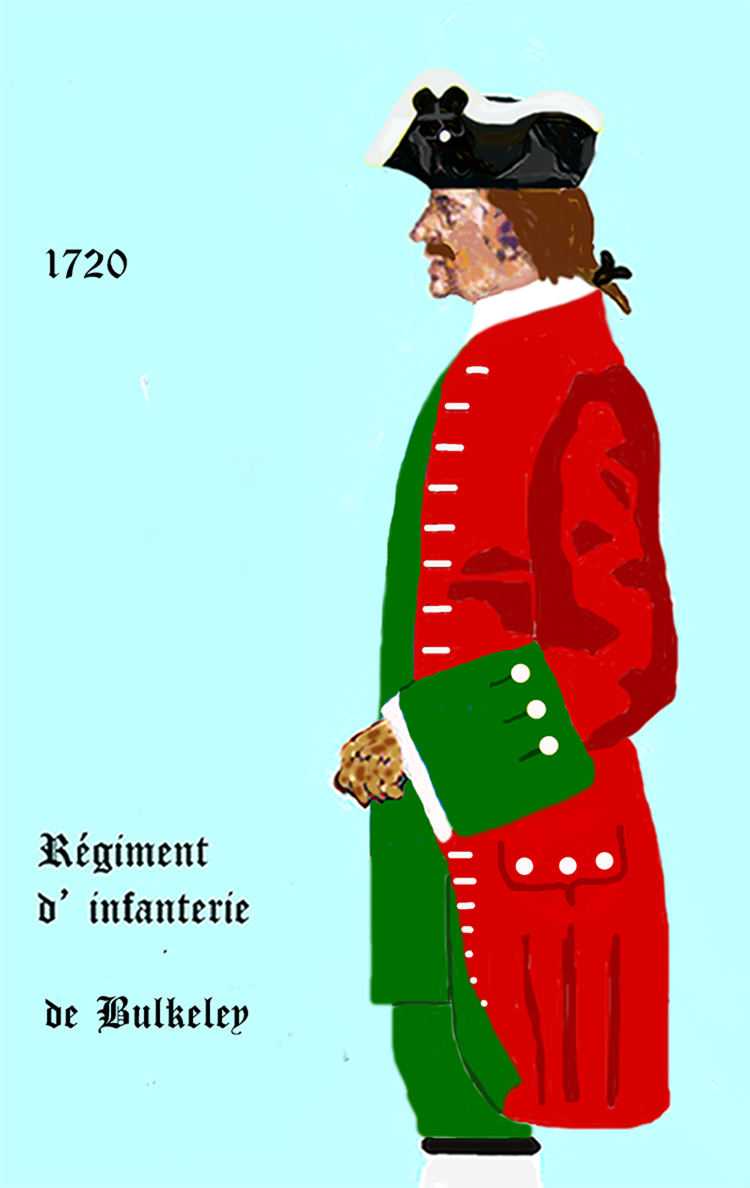
de 1720 à 1734
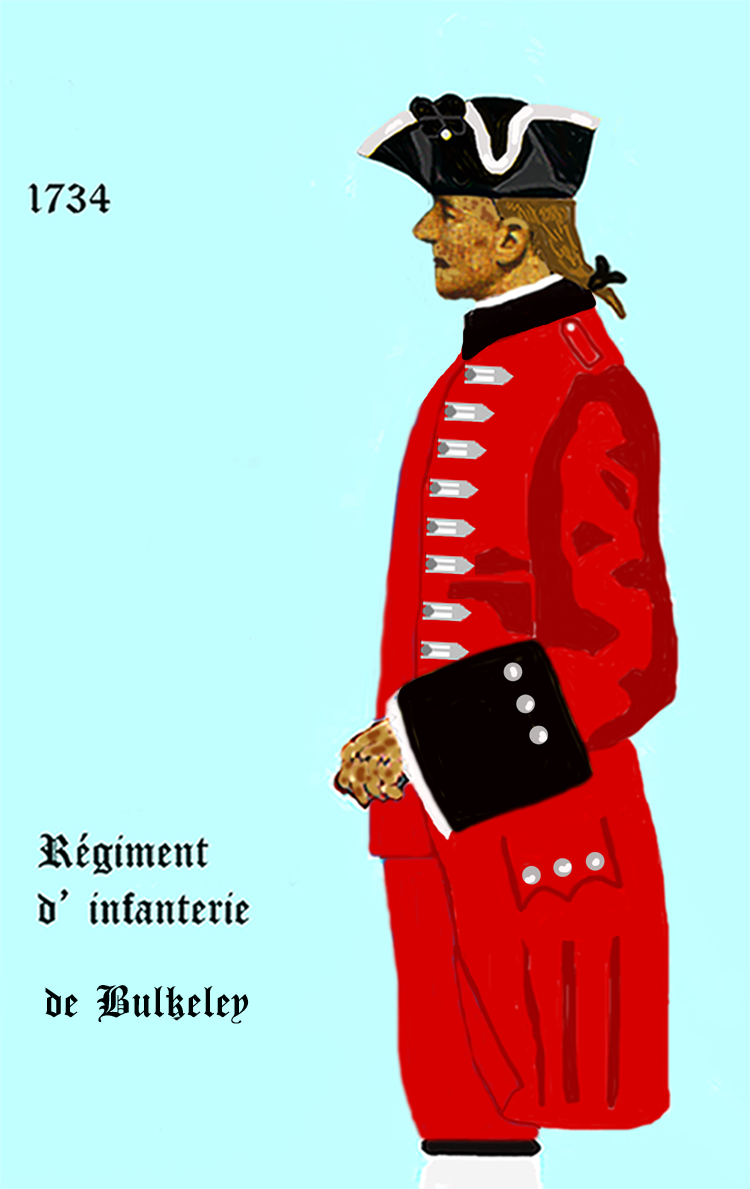
régiment de Bulkeley de 1734 à 1762
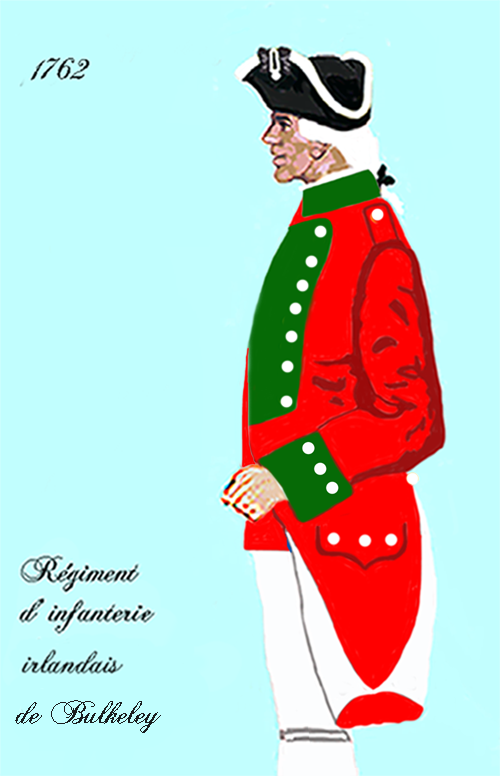
régiment de Bulkeley de 1762 à 1775

## Histoire
Ce régiment a été constitué à la suite de la bataille de la Boyne (1690) et du traité de Limerick (1691) autorisant les opposants irlandais à émigrer au service du roi de France. Il est incorporé dans la Brigade irlandaise.
Durant l'été et l'automne 1727, le régiment est en garnison à Marsal où il est décimé par une épidémie. Le chirurgien-major de l'hôpital militaire de la place fait état de 31 morts pour les seuls mois de septembre et d'octobre 1727.
Une partie du régiment était en Amérique durant la guerre de Sept Ans. Ils furent vus aux différentes batailles, du Fort William Henry en passant par Carillon jusqu'à la défaite de Québec, mais semble-t-il sans leur drapeaux. Ils étaient reconnaissables par leurs uniformes rouges (comme les Anglais) à parement vert, ce qui terrorisaient les britanniques, qui savaient que face aux Irlandais, ils paieraient cher leurs ignominies et cruautés en terre d'Irlande.
Les Irlandais disent que Montcalm aurait gagné la bataille de Québec, s'ils avaient eu le temps de sortir de la ville, chasser les Anglais !!! Cela pour dire la vaillance qui animait cette Brigade Irlandaise qui criait en chargeant les « godons » : Souvenez vous de Limerick et de la perfidie des saxons « Cuimhnigh ar Luimneach »

### Combats et batailles
Entré en 1692 au service de la France
- 1740-1748 : guerre de Succession d'Autriche
  - 1745 : 
    - 11 mai : bataille de Fontenoy Il est le seul à avoir conquis un trophée à cette bataille.

### Commandement
- 18 juin 1690 : comte de Montcassel[2]
- 28 juillet 1694 : André de Lée[3]
- 26 septembre 1704 : N. de Lée, fils du précédent
- 13 décembre 1720 : André de Lée (reprend le régiment à la mort de son fils)
- 16 septembre 1733 : colonel François de Bulkeley
- 7 mars 1754 : colonel Henri de Bulkeley, fils du précédent